# Kanał Wieprz-Krzna
Kanał Wieprz-Krzna – melioracyjny kanał wodny znajdujący się we wschodniej Polsce, w województwie lubelskim. Łączy rzekę Wieprz w miejscowości Borowica (poniżej Krasnegostawu) z Krzną (koło Międzyrzeca Podlaskiego). Część systemu melioracyjnego kanału tworzą jeziora zamienione na zbiorniki retencyjne oraz kilka sztucznych zbiorników wodnych jak: Mosty, Opole-Podedwórze, Zahajki, Żelizna.
Długość: 140 km. Jest to najdłuższy kanał w Polsce. Nieżeglowny.

## Historia
Wybudowany w latach 1954–1961. Pierwszy odcinek (Borowica) został oddany do użytku w sierpniu 1958 r., zaś całość przedsięwzięcia w październiku 1961 r. Projektantem tej największej wówczas inwestycji melioracyjnej w kraju był inż. Jan Kwapiszewski. Budowę kanału opisał w swojej książce: Budujemy kanał Wieprz-Krzna, Warszawa 1956.

## Wpływ na środowisko
Wpływ kanału Wieprz-Krzna na środowisko naturalne Polesia Lubelskiego jest wybitnie szkodliwy. Oblicza się, iż kanał reguluje stosunki wodne na ok. 40 tys. ha gruntów ornych i ok. 80 tys. ha użytków zielonych. Są to jednak dane pochodzące z lat 60. i 70. Szkody wyrządzane przez zachwianie stosunków wodnych mogą więc obejmować znacznie większy obszar. Wykopanie kanału spowodowało przesuszenie gruntów w pobliżu kanału, murszenie torfów, degradację i erozję gleb, zanik wielu naturalnych siedlisk zwierząt i roślin. Budowa kanału miała silny wydźwięk propagandowy. Szacowano, że nowy kanał zwiększy areał o 70 tys. ha łąk i pól. Na początku zaobserwowano silny wzrost plonów z gruntów zmeliorowanych, jednak z czasem wydajność spadła poniżej wskaźników notowanych przed inwestycją.

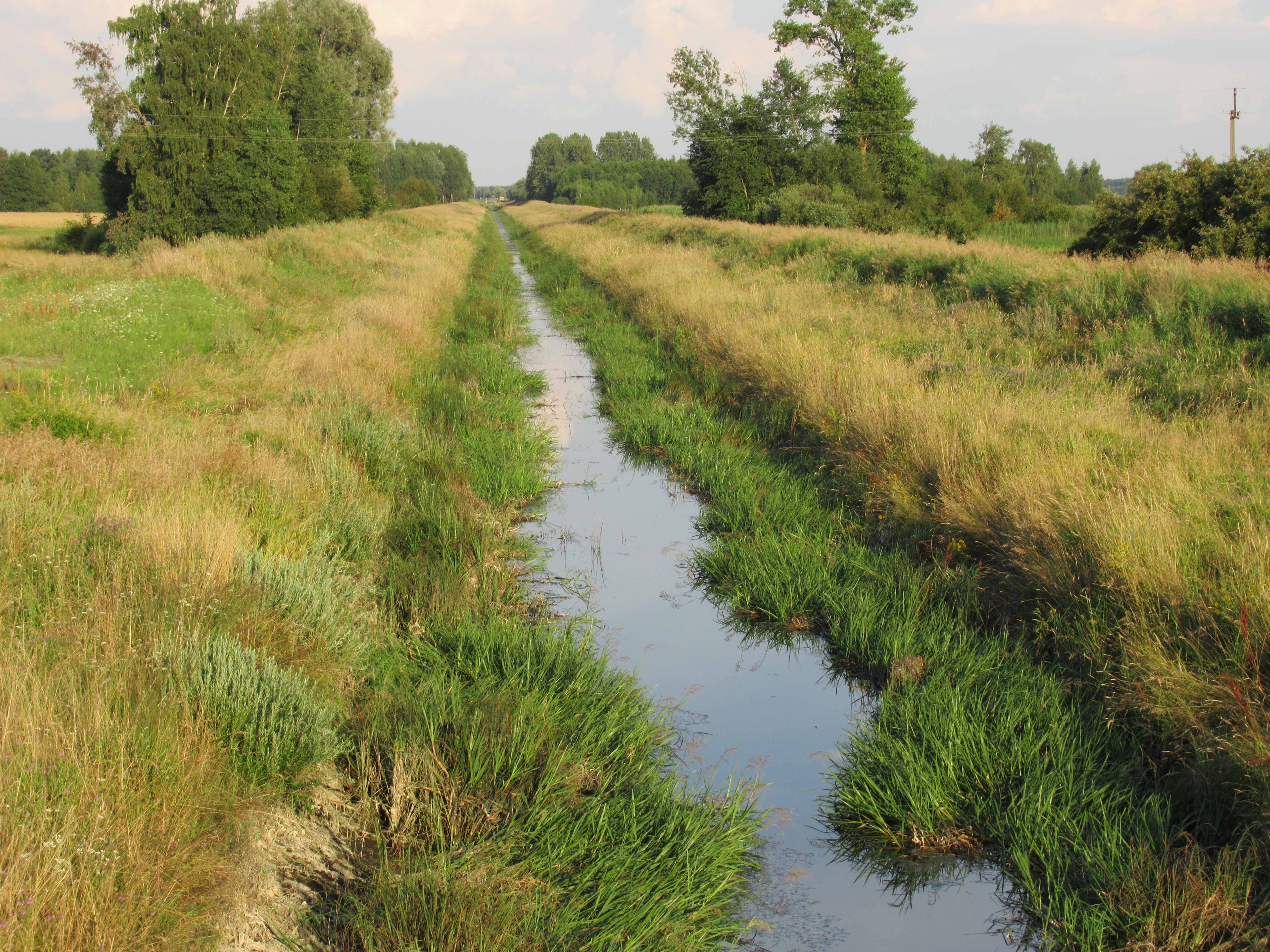
Kanał w okolicach wsi Łózki w powiecie bialskim

Badania prowadzone w Katedrze Melioracji i Budownictwa Rolniczego oraz Katedrze Hydrobiologii i Ichtiobiologii Uniwersytetu Przyrodniczego w Lublinie (dawnej Akademii Rolniczej) wykazały, iż na terenach zmeliorowanych dochodzi do wielu negatywnych zjawisk z punktu widzenia zarówno ekologii, jak i rolnictwa. Rowy melioracyjne nie spełniają swoich funkcji, ponieważ w okresie wiosennym mogą przyczyniać się do hamowania odpływu nadmiaru wody, zaś w okresie letnim do przesychania terenu. Na skutek tego następuje intensywny proces murszenia masy torfowej, zanikanie cennych zbiorowisk roślinnych oraz – w konsekwencji – spadek plonów. Osuszanie prowadzi do niszczenia wierzchniej warstwy gleby, intensywnej jej mineralizacji oraz zahamowania wzrostu roślin. Podsumowując można stwierdzić, iż wskutek budowy i dalszego użytkowania kanału stale pogłębia się degradacja przyrodnicza terenów Polesia.
Przyrodnicy podkreślają, iż na terenach objętych później obszarem Poleskiego Parku Narodowego, wskutek budowy kanału zniszczono ponad 80% zasobów rzadkich gatunków flory i fauny. Odwodnienie terenów w dawnym województwie chełmskim doprowadziło na obszarze ok. 15 tys. ha do masowych pożarów torfowisk i przekształcenia ich w nieużytki z dominacją ostu pospolitego, pokrzywy, trzcinnika piaskowego i innych roślin nienadających się na paszę dla zwierząt. Zespół badawczy pod kierunkiem Prof. Tadeusza J. Chmielewskiego z Akademii Rolniczej w Lublinie wskazał, iż na terenie Pojezierza Łęczyńsko-Włodawskiego od 1956 do 2006 roku „osuszono ponad 73% wszystkich torfowisk, turzycowisk i wilgotnych łąk”.
Rolnicy posiadający grunty w sąsiedztwie kanału wystąpili w 2010 roku o pomoc finansową państwa w „przywróceniu łąk do użytkowania”, a władze województwa lubelskiego zaplanowały zainwestowanie w tereny położone w pobliżu „zaniedbanego” kanału ponad 100 mln zł.